# Periclimenes tosaensis
Periclimenes tosaensis är en kräftdjursart som beskrevs av Kubo 1951. Periclimenes tosaensis ingår i släktet Periclimenes och familjen Palaemonidae. Inga underarter finns listade i Catalogue of Life.

## Bildgalleri

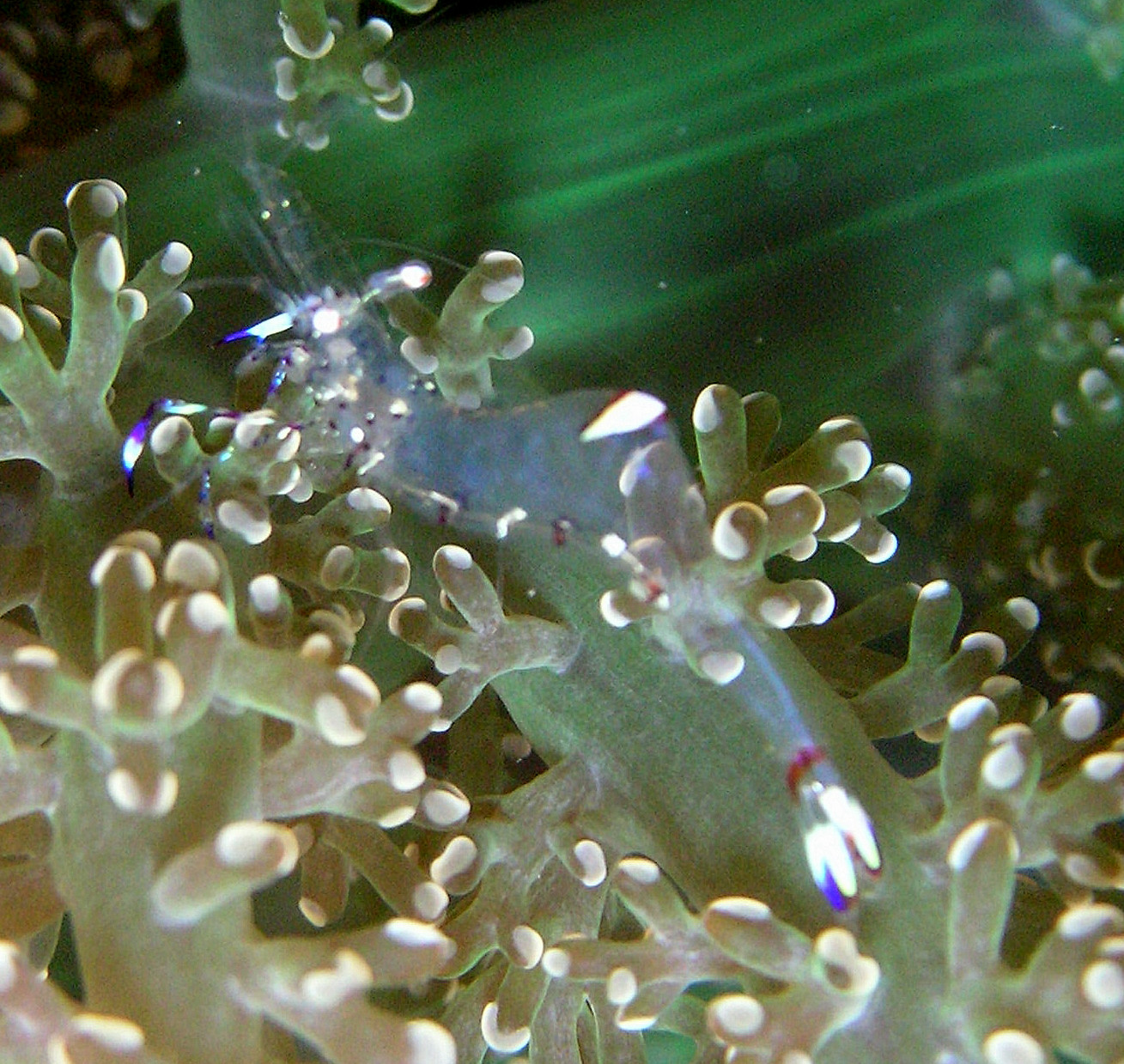